# Kirurgknut

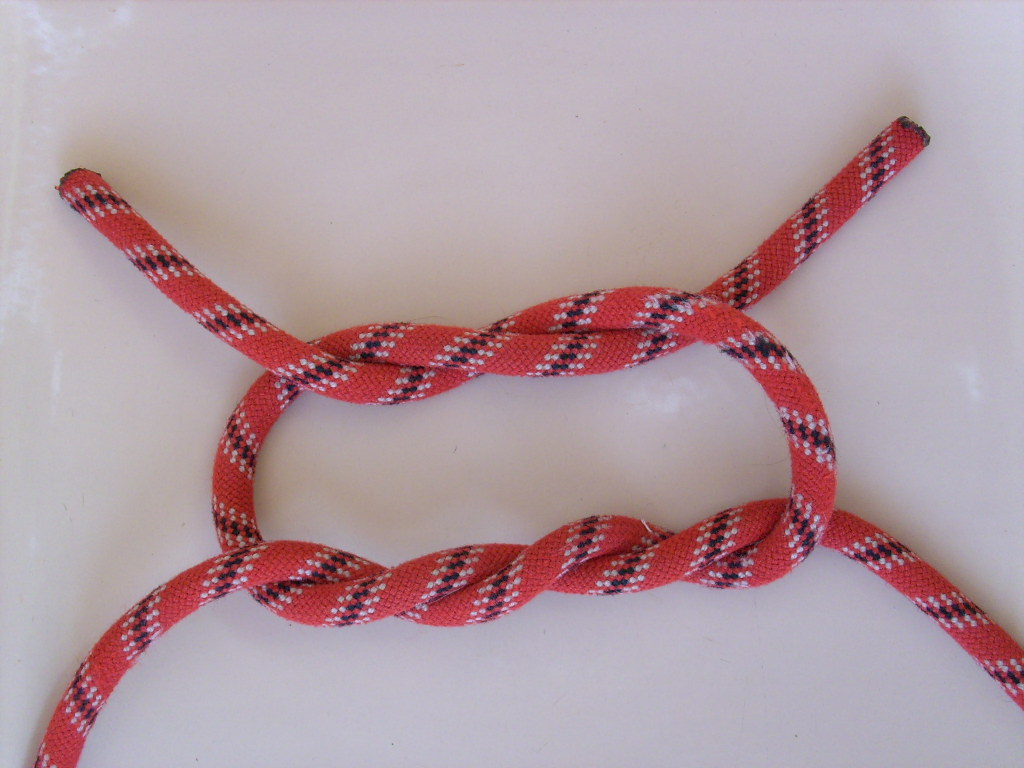
Kirurgisk knut

Kirurgisk knut (även kallad suturknut och tvinnknut) är en knut eller knop som används av kirurger för att binda ihop bland annat sår och blodkärl efter kirurgiska operationer.
Kirurger använder vid operationer hala syntetiska trådar. För att få en knut som inte glider virar man den första halvknuten ett extra varv. Knuten kan även göras helt symmetrisk och kallas då kirurgisk knut. Det vanliga utförandet är dock att den andra knuten görs enkel, se bilden.
Även käringknut har använts som "kirurgknut", ett annat alternativ är att man knyter sin knutar som tre eller fyra råbandsknopar ovanpå varandra.

## Källa och referenser
- Hjalmar Öhrvall: Om knutar, Stockholm. Albert Bonniers förlag. 1916.